# Liběna Rochová
Liběna Rochová, nebo také Liběna Rochová-Svobodová (* 21. září 1951 Brno), je česká profesorka architektury a designu a významná módní návrhářka. Vede Ateliér designu oděvu a obuvi na Vysoké škole uměleckoprůmyslové a vychovala řadu módních návrhářů, kteří se prosadili doma i v zahraničí.

## Rodina
Narodila se v Brně do vzdělané, kulturní a kultivované rodiny. Jejího dědečka Ing. Bohuslava Závadu, brigádního generála in memoriam, popravilo gestapo. Liběnina maminka Radoslava Prášilová byla herečkou, ale protože v 50. letech odmítla dál účinkovat v budovatelských hrách, zůstala doma jako žena v domácnosti. Otec byl vědec (energetik), který ale krátce po narození Liběny vystoupil z komunistické strany a vrátil „rudou knížku“. Kvůli tomu byl zbaven profesury na vysoké škole, jeho rodina byla sledována a byly jim otevírány dopisy. Tajně publikoval vědecké články v zahraničí, odkud také dostával mnoho pracovních nabídek. Protože však nechtěl komplikovat život svým dětem, emigroval do Rakouska až v 80. letech (ve věku 66 let), v době, kdy Liběna i o dva roky mladší bratr Luděk stáli na vlastních nohou a měli každý svou rodinu. Jezdila za ním celá jeho rodina a do Čech se vrátil až po sametové revoluci, jen jednou, když mu byla nabídnuta habilitace. Na habilitační řízení si připravil všechny své materiály na téma energetické úspory a ručně psané tabulky. Jeho oponenti se ho během slyšení posměšně zeptali, zdali jsou v době počítačů jeho tabulky k něčemu dobré. Na to jim odpověděl, že kdyby nebyly, neuveřejnili by je aktuálně ve švýcarském a německém časopise. Poté v aule ztratil vědomí a zemřel.
Příjmení „Rochová“ má Liběna Rochová-Svobodová po svém prvním manželovi, s nímž má dceru Magdalenu. Ve druhém manželství, s Janem Svobodou se narodil syn Marek. Dcera Ing. arch. Magdalena Rochová má s manželem Ing. arch. Radkem Jarouškem dvě děti, Elu a Jakuba. Žijí v Praze, kde mají architektonický ateliér. Syn Marek je interiérový designér.

## Vzdělání a profese
V sedmi letech prodělala těžký zánět mozkových blan, kdy upadla i do kómatu. Kvůli tomu jí hrozila nejrůznější fyzická či mentální postižení, a proto jí lékaři nedávali velké naděje. To se sice nestalo, ale v hlavě má dodnes obraz, jak leží v postýlce a shlíží na sebe z rohu nemocničního pokoje. Už odmala se chtěla pohybovat ve výtvarném umění, například jako malířka. Po základní škole chtěla začít studovat divadelní kostým, ale uliční výbor jí v roce 1967 kvůli otci nepodepsal doporučení. Proto navštěvovala Vesnu, kde se mladé dívky učily péči o domácnost. O rok později, díky politickému uvolnění v Československu uliční výbor doporučení podepsal, ale ateliér divadelního kostýmu tehdy nebyl otevřen. Proto začala studovat oděvní ateliér na textilní průmyslové škole v Brně. Po skončení školy v roce 1972 nebyla přijata na obor oděvní návrhář na UMPRUM, protože nechtěla vstoupit do Socialistického svazu mládeže a také kvůli kádrovému posudku. Začala pracovat pro ÚLUV, kde ji vedoucí naučila šít a tvořit střihy a umožnila jí dělat módní přehlídky. Aby byla brána jako profesionál, musela být členem Svazu českých výtvarných umělců. Podstoupila zkoušky, které napodruhé udělala, a v roce 1984 se stala členkou Asociace profesionálních výtvarných oděvníků při Svazu českých výtvarných umělců a od téhož roku začala používat značku „LR“.
Se svou prací vyrazila do světa po sametové revoluci, když dostala v roce 1991 pozvánku na světový veletrh módy v Düsseldorfu, kde zastupovala Československo. Právě zde měla velký úspěch, což odstartovalo její světovou kariéru. Na veletrhu zaujala kolekcemi, ve kterých zúročila zkušenosti z ÚLUV. Ukázala tradiční techniky českých a moravských řemeslníků, modrotisky ve spolupráci s Janou Kubínovou, lýko a slámu, staré techniky v současném oděvu. Obě kolekce se prodaly. Do Düsseldorfu jezdila čtyři roky. Jelikož se dostala do prestižní Galerie 6, každým rokem předkládala dvě modelové kolekce. Protože ji to však nenaplňovalo a nechtěla se podílet na masové oděvní nadprodukci a konfekcích, zvolila si v roce 1995 cestu autorské zakázkové tvorby. V roce 1999 založila Studio LR pro konzultaci a realizaci oděvů na zakázku. Svou práci předvedla na výstavách a přehlídkách ve Vídni, Paříži, Lyonu, New Yorku, Düsseldorfu a Los Angeles. Dostala nabídku na vlastní obchod na newyorské 5. Avenue, ale nakonec si nabídku rozmyslela a také finanční skupina podporující Donnu Karan zacílila investice do něčeho jiného. V roce 2005 založila Studio LR-Gallery, které se zaměřovalo na rozvoj mladých designérů a které vedla do roku 2010. Od roku 2008 vede Ateliér designu oděvu a obuvi na UMPRUM v Praze. V roce 2018 byla jmenována profesorkou architektury a designu.

## Dílo
Její tvorbu ovlivnily výrazné siluety oblečení japonských návrhářů z osmdesátých let a minimalismus z devadesátých let. Kromě vytváření kolekcí a solitérní tvorby pro zákaznice tvoří ve svém ateliéru na Malostranském nábřeží poblíž Kampy v Praze také fashion art. Jedná se o její projev, úplný odraz její kreativity a sochu v pohybu. I když jsou modely vytvořené z nevšedních materiálů, jsou oblékatelné. Pracuje s klasickými materiály, jako jsou různé druhy hedvábí, vlny či směsové materiály. K jejím oblíbeným materiálům patří kůže. Navrhuje také objekty z kovu, skla, papíru, plastu a dalších netradičních materiálů. Typické pro její tvorbu jsou plastičnost objemu, výrazná struktura povrchu a vazba s prostorem. Její kolekce nezohledňují trendy dané sezóny.
Pro světovou výstavu Expo 2015 v Šanghaji vytvořila kolekci „Memory“, vyjadřující prolínání času, zachycení stopy a propojení současného puristického a velmi čistého oděvu s lidovým krojem a starou rukodělnou prací.
Při příležitosti 25. výročí vzniku Ústavního soudu České republiky a 100 let od vzniku Československa v roce 2018 byla oslovena, aby navrhla nové taláry ústavních soudců. Vycházela z barev české trikolory. Tento tmavě modrý talár s minimalistickým střihem a stojatým okrouhlým límcem zdobí červený prvek na hrudi a bílý okraj rukávů. Talár doplňuje slavnostní řetěz od Evy Eisler a pokrývka hlavy od Sofye Samarevy, bývalé žákyně Liběny Rochové z UMPRUM.
Společně s výtvarníkem Lukášem Musilem vytvořili kolekci „Nadotek“, která měla upozornit na nemoc motýlích křídel. Výtěžek byl věnován charitativní organizaci Debra Česká republika.[nedostupný zdroj] Na Designbloku 21 vystavovala průřez svou tvorbou s názvem „Dar“, na kterém pracovala se svou dcerou, architektkou Magdalenou.
Její práci má ve sbírkách Museé de Tissus v Lyonu, Uměleckoprůmyslové museum v Praze a Moravská galerie v Brně.
Liběna Rochová je mj. patronkou charitativního projektu „Adoptuj panenku a zachráníš dítě“.
V roce 2021 navrhla taláry pro akademickou obec UMPRUM, které nahradily taláry od Zdeňky Bauerové. Ty vzhledem připomínaly malířské pláště. Nové taláry charakterizuje sošnost, důstojnost, velkorysost, noblesa, úcta k ceremoniím a zároveň funkčnost a jednoduchost. Široká ramena s hlubokými sklady a vysokým límcem od krku, jenž má zakrývat oblečení pod ním, vyjadřují důstojnost, velkorysost a noblesu. Barva je temně modrá, až na talár rektora, který je v barvě loga školy, a to královské modři, a na talár pedela, který je červený. Součástí taláru je i pokrývka hlavy, na jejímž designu a zhotovení se společně s Liběnou Rochovou podílela Sofya Samareva.

## Ocenění
- 1992 – titul „Výtvarník sezóny“ na veletrhu Styl Brno
- 1995 – cena Vynikající design, Design centrum ČR
- 2015 – ceny „Módní designér roku“ a „Grand Designer“, Czech Grand Design
- 2022 – uvedení do síně slávy, Czech Grand Design
- 2023 – Cena města Brna za rok 2022 za její přínos v oblasti výtvarného umění a designu[29]